# Guerra decennale
La guerra decennale fu un conflitto armato della durata di circa dieci anni (da cui il nome) combattuto tra i liberi comuni di Como e Milano al principio del XII secolo. Il conflitto fu particolarmente aspro ed interessò un'area corrispondente all'attuale Insubria, Brianza e Valtellina, concludendosi con la distruzione di Como.
Quasi tutti i dettagli in merito allo svolgimento di questa guerra sono tratti dal poema epico Liber Cumanus, sive de bello Mediolanensium adversus Comenses scritto da un chierico comasco chiamato per convenzione Poeta Cumano (o Anonimo Cumano), che visse durante lo svolgimento della guerra e a suo dire ne fu testimone oculare. Altre fonti storiche rilevanti in merito sono il Liber historiarum Mediolanensis urbis di Landolfo Iuniore e in minor misura la Chronica di Milano dell'Anonimo Milanese.

## Antefatti
Agli inizi del XII secolo i due comuni di Milano e Como risultavano essere rivali ormai da molti decenni, soprattutto per dispute di tipo ecclesiastico e commerciale.
Malgrado Milano fosse già allora una potenza commerciale, il territorio sotto il suo diretto controllo si limitava alla città stessa e ad una piccola fascia di campagna oltre le mura. I mercanti milanesi, pertanto, dovevano pagare dazi più o meno pesanti ogniquavolta si recavano a commerciare nelle città vicine. Como, oltre ad essere essa stessa una fiorente città commerciale e quindi sua concorrente, si trovava sulla strada che collegava il capoluogo lombardo alla Svizzera mediante i passi del Lucomagno, dello Spluga e del Settimo. 
Milano inoltre mirava a sottrarsi sempre di più al controllo dell'imperatore per cui il possesso del Lago di Como e delle valli ticinesi poteva garantire una relativa sicurezza in tal senso, prevenendo eventuali incursioni armate dalla Germania.
Como mal digeriva il fatto che parte del ramo orientale del lago, la città di Lecco e il contado della Martesana, fossero sotto l'influenza di Milano. Già dalla metà dell'XI secolo infatti il libero comune milanese aveva intrapreso la strada dell'autonomia dal Sacro Romano Impero e, formalmente, Como dipendeva da Milano. L'affermazione politica di Como non poteva che passare, quindi, per un'alleanza col governo imperiale e col ridimensionamento della potenza ambrosiana.
Un ruolo considerevole fu giocato anche da questioni ecclesiastiche. La Diocesi di Como aveva sciolto i legami con l'Arcidiocesi di Milano al tempo dello scisma tricapitolino (607), divenendo suffraganea del patriarcato di Aquileia. Il vescovo Ariberto da Intimiano, morto nel 1045, aveva retto l'arcidiocesi milanese dal 1018 e aveva sostenuto le pretese dell'imperatore Enrico IV contro papa Gregorio VII durante la lotta per le investiture, sino all'epilogo di Canossa. Viceversa il vescovo comasco Rainaldo aveva sempre mantenuto un atteggiamento filo-papale, attirandosi le antipatie della maggior parte dei vescovi lombardi e finendo per due volte in carcere. Verso la fine del 1083 fu liberato dalla seconda prigionia, scontata a Roma, ma dovette rinunciare al vescovato e si ritirò a Nesso dove morì l'anno seguente.
Nel 1094 l'imperatore Enrico IV di Franconia, che si era arrogato il diritto di nominare i vescovi in spregio a papa Gregorio VII, nominò Ariberto (o Eriberto) de Amatia da Venosta, la cui famiglia era feudataria di Bormio. Il nuovo vescovo morì nel 1096 e al suo posto l'imperatore nominò il diacono Landolfo da Carcano, ordinario della chiesa milanese, che fu consacrato da Federico di Moravia, patriarca d'Aquileia. Landolfo, in quanto proveniente da una nobilissima famiglia milanese, era considerato espressione degli interessi della sua città e su di lui pendeva l'accusa di simonia pertanto non venne riconosciuto come legittimo dai cittadini e dal clero. Quando papa Urbano II giunse a Como in quello stesso anno per consacrare la nuova cattedrale di Sant'Abbondio, annullò la nomina imperiale rinnovando a Landolfo l'accusa di simonia e indisse una nuova elezione. Fu così che i canonici della cattedrale di Santa Maria Maggiore elessero al suo posto Guido Grimoldi (o Guidone), originario di Cavallasca, arciprete della Basilica di Sant'Abbondio ed espressione della nobiltà locale.
Nel 1098 Landolfo subì anche la scomunica emessa a suo carico da Anselmo da Bovisio, arcivescovo di Milano. Ciononostante non rinunciò a proteggere i suoi interessi, per non perdere gli ingenti appannaggi e il potere, tanto religioso quanto politico, che la carica di vescovo comportava. Conscio di non avere forze sufficienti per opporsi al Grimoldi e di non poter mettere piede in città, si rifugiò nel castello di San Giorgio presso Magliaso, un piccolo borgo vicino a Lugano, allora compresa nella diocesi di Como. Da quel luogo continuò ad agire come fosse il vescovo legittimo. Concesse investiture e privilegi per ingraziarsi i nobili di alcuni borghi lacustri come Samolaco, organizzò periodicamente scorrerie contro i villaggi fedeli a Como e scrisse più volte al nuovo arcivescovo di Milano Giordano da Clivio, col quale era imparentato, chiedendo aiuto nel progetto di riconquista della cattedra comasca. L'espansione dell'influenza di Landolfo sul territorio della diocesi di Como spinse i comaschi a ricorrere alla forza.
La diocesi di Como pertanto si divise in due fazioni: la prima, facente capo a Guido Grimoldi, era composta prevalentemente dai cives, i cittadini comensi; la seconda, guidata da Landolfo da Carcano, rappresentava gli abitanti del contado.
Da ultimo, dopo il terremoto del 1117 che aveva colpito anche la zona di Como, presagio funesto di future calamità secondo i contemporanei, Guido Grimoldi aveva dovuto impegnarsi nella ricostruzione delle zone colpite dal sisma quando si trovò di fronte allo scoppio della guerra.

## Guerra

### La spedizione al castello di San Giorgio
Nel 1118 esplose il conflitto e furono i comaschi a fornire ai milanesi il casus belli. Il consiglio generale, riunitosi nella chiesa di San Giacomo, decise all'unanimità di attaccare il castello di San Giorgio, sito a Magliaso, nel territorio della pieve di Agno, dimora dell'odiato Landolfo da Carcano. Il giorno successivo un piccolo esercito di cavalieri, guidato dai consoli Adamo del Pero e Gaudenzio da Fontanella, uscì dalla città al crepuscolo, passò per Borgo Vico, attraversò il ponte romano sul Breggia presso Tavernola e per la via di Capolago raggiunse Magliaso. Alle prime luci dell'alba i comaschi fecero irruzione nel castello sfondando il portone e cogliendo di sorpresa i difensori che tuttavia opposero una feroce quanto vana resistenza. La mischia costò la vita due nipoti del presule, Ottone (o Datone) e Bianco (o Lanfranco), Landolfo venne invece catturato e portato in catene a Como dove fu imprigionato. Allora le mogli degli uccisi, vestite a lutto e accompagnate dai loro parenti, si recarono a Milano ed entrate nella cattedrale di Santa Maria Maggiore portando croci e dispiegando le camicie insanguinate dei mariti, si inginocchiarono piangenti dall'arcivescovo di Milano implorando giustizia e protezione. Giordano da Clivio convocò il consiglio generale ed arringò alla folla che si era accalcata dentro e fuori dalla cattedrale, descrivendo le ingiurie dei comaschi nei confronti della diocesi di Milano e i crimini commessi ai danni della nobile famiglia dei Carcano, arrivando perfino a porre l'interdetto sulla città e il divieto di ingresso nelle chiese a tutti i milanesi finché non avessero vendicato le offese ricevute dai comaschi. Il consiglio generale, infiammato dall'eloquenza dell'arcivescovo, decise di scendere in guerra.

### La tentata invasione di Como
Dopo la riunione del consiglio generale del comune di Milano vennero inviati araldi per dichiarare guerra a Como e banditori per diffondere la nuova in tutta la città e nel contado. Come da consuetudine, il Carroccio venne trainato da tre coppie di buoi bianchi nella piazza della cattedrale e vi restò per tre giorni durante i quali suonò la campana Martinella, posta in cima ad esso, che indicava la chiamata alle armi. I soldati milanesi, divisi in sei compagnie, corrispondenti alle sei porte maggiori della città, si radunarono attorno al proprio capitano e si portarono in piazza dove, prima della partenza, fu celebrata la messa. Nel contado la guerra fu annunciata dai rintocchi a distesa delle campane. I comaschi si prepararono rinforzando le mura della città e chiamando alle armi la gente dei borghi rimasti fedeli, tra cui spiccavano quelli della Val d'Intelvi.
In agosto l'esercito milanese uscì dalla città da Porta Comasina e marciò lungo la strada romana che collegava Milano a Como sino ad una piana paludosa, detta Canneta o Canneda, posta tra gli abitati di Grandate e Lucino, dove si accampò. I comaschi, avvertiti dagli esploratori della presenza del nemico, uscirono con il loro esercito da Porta Pretoria, guidato dai mentovati consoli e per sbarrare la strada al nemico si accamparono tra Rebbio e Grandate, avendo alle spalle i monti su cui sorgeva Castel Baradello.
Il giorno successivo i milanesi avanzarono contro i comaschi ed ebbe luogo il primo scontro armato del conflitto, la battaglia della Morsegna. Si continuò a combattere furiosamente sino al tramonto poi i comaschi indietreggiarono accampandosi alle falde del colle Baradello. Nella mischia morì Adamo del Pero, uno dei due consoli. All'alba i milanesi, dopo aver fortificato le posizioni guadagnate il giorno precedente, avanzarono sino a Rebbio, tagliando fuori i comaschi da eventuali rinforzi provenienti dalla città. I comaschi, per cercare di aprirsi una via di fuga, attaccarono i milanesi sui fianchi. Nello scontro caddero un sacerdote figlio di Ardizzone da Samarate e Girolamo, il vessillifero dei comaschi, dopo essersi battuti valorosamente. Mentre una parte dell'esercito milanese teneva impegnato il nemico, il resto seguì il corso del fiume Aperto nella val Mulini e dopo aver guadato il Cosia si diresse verso le mura meridionali di Como. Qui i milanesi riuscirono a sorprendere le guardie a presidio della porta ed entrati in città, fecero strage dei pochi difensori e dei cittadini, liberarono Landolfo da Carcano ed appiccarono il fuoco agli edifici. I comaschi, asserragliati sulle pendici del Baradello, videro le colonne di fumo che si innalzavano dalla città e si diressero verso la val Mulini attraversando i boschi che ricoprivano i pendii della collina. Passando per Borgo Vico, entrarono in città, sorprendendo i nemici intenti al saccheggio. L'assalto mise in fuga i milanesi, una parte dei quali rimase indietro a coprire la ritirata ai compagni e fu in gran parte uccisa o fatta prigioniera. Nello scontro i milanesi persero oltre mille uomini. Il vescovo Grimoldi si distinse quale principale capo politico e militare dello schieramento comasco, in grado di "animare e sostenere il coraggio dei suoi" ed era solito benedire le navi che partecipavano alle battaglie lacustri, "mandavale quasi ad una certa vittoria".

### Assedio di Como del 1119
La pesante sconfitta non fu però sufficiente a far desistere i milanesi dai loro propositi. Fu convocato un nuovo consiglio generale nella Basilica di Santa Maria Maggiore dove i cittadini e i nobili decisero di rinnovare le ostilità, giurando di impegnarsi a distruggere i borghi di Vico e Coloniola, posti rispettivamente ad ovest e a nord della città murata di Como. Tra i principali fautori del nuovo giuramento vi fu Arduino (talvolta chiamato Arialdo o Arderico) degli Avogadri, esponente della diocesi comasca. Fu forse grazie alla sua opera diplomatica che Milano si assicurò il supporto delle pievi di Bellagio, Menaggio, Gravedona e Nesso e soprattutto della pieve di Isola, che comprendeva la strategica e fortificata Isola Comacina, da sempre spina nel fianco per il controllo del lago da parte dei comaschi. 
Il vescovo Guido Grimoldi inviò ambascerie al popolo milanese, con lo scopo di far desistere quest'ultimo dalla guerra o, per lo meno, di astenersi dal giuramento di proseguirla fino alla completa distruzione di Como, ma questa mossa non sortì gli effetti sperati.
Nell'aprile del 1119 gli isolani si portarono con sette navi dalla zoca de l'oli dell'Isola Comacina sino a Laglio. Qui sbarcò una parte dei soldati che affiancati dalla flottiglia si diressero verso Cernobbio percorrendo sentieri boscosi sino ad appostarsi a nord del villaggio presso la foce del torrente Garovo. La guarnigione di Cernobbio, avvertita da qualche contadino locale o dalla torre posta sulla Colma della Guardia, si accorse della presenza nel nemico e inviò messi a chiedere rinforzi a Como che inviò un buon numero di cavalieri per tendere un'imboscata. I cavalieri si appostarono tra gli alberi delle paludi presso la foce della Breggia. Nel frattempo gli isolani a bordo delle sette navi, raggiunto il ruolo prestabilito, fecero sbarcare altri uomini lasciando a custodia delle imbarcazioni i soli navicellai; i primi si diressero alla ricerca dei compagni nella boscaglia credendo di trovarli al saccheggio. Alcuni esploratori allora li avvertirono della presenza del nemico ma una parte di loro volle comunque proseguire e cercare lo scontro. Non appena si ricongiunsero con i compagni furono attaccati dai comaschi che li sbaragliarono costringendoli a fuggire a precipizio verso le imbarcazioni. Giunti presso le rive del lago, videro che le loro navi si erano scostate dalla riva ma avendo paura di essere incalzati dal nemico, tentarono comunque di raggiungerle, così molti annegarono appesantiti dalle armature.
Giunta la notizia della sconfitta degli alleati comacini, i milanesi pensarono di rinforzare il proprio partito stringendo nuove alleanze. Milano, che tramite la pace del 1112 si era assicurata l'alleanza con Pavia e Cremona, strinse ulteriori accordi con Crema, Monza, Bergamo, Brescia, Novara, Asti, Vercelli, Verona, Parma, Bologna, Guastalla, le città della Liguria e il contado di Biandrate. I milanesi, ottenuti i rinforzi delle città alleate, si riportarono con un numeroso esercito presso Como e la cinsero d'assedio insieme a i due borghi fortificati, supportati da un blocco navale e dalle scorrerie degli isolani. Guido Grimoldi però si dimostrò ancora una volta un abile generale e riuscì a difendere sia l'una che gli altri, sfruttando in particolare le due torri di Vico. Durante una delle numerose sortite di cavalleria dei comaschi avvenne un duello tra il milanese Alberto de' Giudici e il comasco Araldo (o Arnaldo) Caligno nel quale il secondo rimase ucciso. Dopo alcuni giorni d'assedio, non essendovi progressi, i milanesi abbandonarono le operazioni. Tra comaschi e milanesi si stabilì una tregua sino all'agosto dell'anno successivo, i primi ebbero così il tempo di migliorare le fortificazioni presso le porte, costruire ripari sulle mura della città, oltre ad ingrossare le proprie file ed approntare dodici navi.

### Battaglie navali di Tremezzo e della Cavagnola
Nel 1120 i comaschi armarono la flottiglia (disponevano di imbarcazioni lunghe circa 30 metri, provviste di torri di legno e rostri per danneggiare e affondare le navi nemiche) ed attaccarono Tremezzo, riuscendo a coglierla di sorpresa, saccheggiandola e facendo molti prigionieri. Sulla via del ritorno però le dodici navi degli isolani gli sbarrarono la strada posizionandosi tra la punta di Balbiano e Casate. Ne risultò una battaglia nella quale i comaschi riuscirono ad affondare una grossa galea e catturarono due navi nemiche, più un'altra inviata in soccorso dei terrazzani da Bellagio, costringendo gli isolani a ritirarsi al prezzo dell'affondamento di una sola nave. Tre giorni dopo fu saccheggiata Lezzeno. Allora i comaschi, incoraggiati dalle vittorie, decisero di attaccare direttamente l'Isola Comacina. Le loro navi riuscirono ad avvicinarsi alle mura dell'Isola ma non appena furono a tiro vennero bersagliati da sassi e frecce infuocate. Malgrado ciò, i comaschi riuscirono a sbarcare e a distruggere alcune navi ormeggiate alle mura, altre invece furono trascinate al largo e catturate o affondate. Non passò molto tempo che furono attaccati ed incendiati anche i borghi di Campo, Sala e Colonno. Qui i comaschi ebbero inizialmente la peggio grazie al valore dei soldati locali ma alla fine, grazie alla superiorità numerica, riuscirono a circondarli, costringendoli a fuggire a nuoto verso l'Isola Comacina.
Fu quindi la volta di Bellagio i cui difensori furono costretti a rifugiarsi nel castello.
Indomiti, in settembre i comaschi attaccarono di notte la Torre della Cappella, posta in posizione strategica sul promontorio roccioso della Cavagnola, presso Lezzeno. Giunti presso quel luogo, salirono sulle mura del forte mediante scale e colsero di sorpresa la guarnigione che venne passata a fil di spada. Gli isolani però furono avvertiti ed inviarono alcune navi in soccorso. I comaschi allora mandarono loro incontro due navi con l'ordine di fingere di accettare battaglia per poi ritirarsi verso la Cavagnola, dove sarebbero state attaccate dal grosso della flotta. Gli isolani caddero nella trappola e passato il promontorio, furono bersagliati da frecce, sassi e pece ardente dalle navi nemiche, nondimeno si difesero valorosamente sin quando dovettero ritirarsi per il rischio di essere circondati. I comaschi si erano infatti disposti in modo da tale di impedirgli di ritornare in porto ad Isola. Le navi isolane allora fecero rotta verso Varenna, unica via di fuga rimasta, inseguite dal nemico. Qui chiesero aiuto ai locali che, in parti accalcatisi sulla riva e in parte rimasti a presidio del monte, diedero manforte agli isolani colpendo i comaschi con una gragnuola di pietre. Una nave isolana approfittò della confusione per cercare di tornare in porto ad Isola ma fu inseguita dalle grandi galee gemelle Cristina e Alberga che la raggiunsero costringendola a tornare verso Varenna. I comaschi allora cercarono di sbarcare ma furono respinti dalla pioggia di pietre nemiche. Dopo aver incendiato le navi ormeggiate presso il borgo tentarono un nuovo assalto in seguito al quale gli isolani si ritirarono nel castello di Vezio; a quel punto, giudicandolo imprendibile con i mezzi a disposizione, i comaschi decisero di tornare a Como dopo aver saccheggiato il villaggio. Toccò quindi a Lierna, i cui abitanti si rifugiarono sui monti e i difensori nel castello del borgo. I comaschi riuscirono a catturarlo dando fuoco alla cima della torre, su cui crescevano alcuni arbusti e facendone così crollare il tetto.
Gli isolani allora avvertirono i milanesi delle disfatte subite e questi inviarono loro molti uomini. Imbarcatisi sulle navi di notte, remarono silenziosamente sino a Como e assaltarono le navi nemiche ancorate nel porto, affondandone un gran numero. I comaschi furono messi davanti al fatto compiuto e riuscirono solamente a salvare alcune navi che in seguito furono in grado di riparare. Pochi giorni dopo i milanesi e gli isolani tentarono un nuovo assalto navale sulla città. I comaschi disposero l'esercito sulla riva del lago opponendosi strenuamente allo sbarco dei nemici ma nello scontro cadde il visdomino Beltrando, nobile comasco. Nel frattempo, alcune navi isolane aggirarono la città facendo sbarcare gli uomini presso i borghi di Coloniola e di Vico. I soldati milanesi allora assaltarono il nemico su ogni lato e sebbene non riuscissero ad entrare all'interno di Como, saccheggiarono, devastarono ed incendiarono tutto quanto vi era attorno alla città, tolti i luoghi fortificati.
Sul Ceresio, invece, furono le navi luganesi, alleate di Milano, ad avere la meglio, anche grazie al tradimento di Arduino, ammiraglio comasco che si era consegnato ai milanesi. Per poter recuperare la flotta caduta nelle mani nemiche, Grimoldi organizzò una spedizione da grande stratega: caricò due navi, la Crastina e l'Alberga, su carri trainati da buoi e le fece portare dal Lario al Ceresio per via di terra. Quindi i battelli furono immersi nelle acque luganesi, carichi di soldati, raggiunsero la flotta nemica alla fonda e la distrussero al termine di una breve e furente battaglia. Infine, ritornate per via terrestre nella campagna vicino a Melano, le navi furono nascoste ricoprendole con mucchi di sabbia.

### Assalto a Varese e al castello di Drezzo
Nel 1121 i comaschi si portarono nottetempo presso Varese, rimasta fedele a Milano. La città fu colta di sorpresa e saccheggiata, i difensori vennero uccisi o fatti prigionieri e portati con le mani legate a Como. Incoraggiati dalla riuscita di questa impresa il giorno successivo attaccarono il castello di Binago, nel Contado del Seprio, i cui abitanti inizialmente provarono a difendersi, riuscendo ad uccidere il nobile comasco Arialdo Segalino da Vico detto Pandisegale, ma resisi conto delle forze soverchianti del nemico furono poi costretti a fuggire. Binago venne saccheggiata e data alle fiamme. Poco dopo gli abitanti della vicina Vedano accorsero per supportare quelli di Binago che però era ormai già caduta; mentre deliberavano sul da farsi, furono assaliti dalla cavalleria nemica e messi in fuga. La terza spedizione fu diretta contro Drezzo. Il borgo fu catturato facilmente essendo stato abbandonato dai suoi abitanti che si erano rifugiati presso il forte castello sul monte Olimpino. I comaschi, su suggerimento di Pagano Prestinari, scoccando frecce infuocate riuscirono ad incendiare alcuni cumuli di paglia posti nella corte del castello. L'incendio conseguente costrinse i difensori ad intervenire per non morire soffocati ma questo permise agli assalitori di scalare le mura ora sguarnite ed entrare nel castello. Gli abitanti tuttavia si asserragliarono in una delle due torri ed opposero una tale resistenza che costrinsero infine i comaschi alla ritirata. Durante gli scontri cadde Giovanni Paliaro (o Paleari), un milanese che parteggiava per i comaschi, ucciso da una pietra gettata dalla torre. Sulla strada per Como, i comaschi furono aggrediti dalle milizie di Ronago, che si erano accordate con i difensori del castello di Drezzo ma, malgrado fossero stati colti di sorpresa, riuscirono a sconfiggere il nemico, costringendolo a ritirarsi prima a Ronago, poi a Trevano quindi a Olgiate ed infine ad una fuga disordinata.

### La caduta di Lavena
Nel 1122, proprio mentre la firma del concordato di Worms metteva fine al conflitto tra imperatore e papa, la guerra decennale proseguiva entrando in una fase di stallo. I milanesi si assicurarono l'alleanza di Lugano nonché il controllo del castello di San Martino, particolarmente importante per la posizione strategica e pressoché inespugnabile, in quanto sito su di un'altura; nel frattempo si disposero alla realizzazione di alcune navi geminae e navi lunghe presso Lavena. I luganesi, essendo la loro città mal fortificata e temendo la rappresaglia comasca, si rifugiarono nel castello di San Martino. I comaschi decisero di punire i luganesi ma incamminatisi verso il Ceresio, trovarono la strada sbarrata dal nemico, così decisero di occupare la valle di Melano. Qui iniziarono a costruirvi navi, tesero una catena all'imbocco del porto ed edificarono delle bastie di legno sulla riva per proteggere le imbarcazioni. Dopo varie scaramucce, le due flotte infine si confrontarono nel tratto di lago compreso tra Bissone e Melide. La battaglia durò fino al tramonto ed ebbe esito incerto; alla fine le navi milanesi si ritirarono verso Lavena. Alla fine gli abitanti di Lavena chiesero aiuto ai comaschi, adducendo di essersi dati ai milanesi per evitare il saccheggio e la distruzione del villaggio. I comaschi si riconciliarono con loro ed alla fine mossero flotta ed esercito verso quel villaggio. Per ragioni ignote, ancor prima che cominciasse la battaglia, alcune navi milanesi indietreggiarono verso il porto di Lavena abbandonando e condannando anche il resto a ritirarsi con gravi danni. Il porto tuttavia era difeso da una torre che non permetteva alle navi di avvicinarsi. I comaschi decisero allora di incendiare il porto e le navi scoccando frecce e proiettili infuocati a distanza per poi ritirarsi. L'esercito comasco nel frattempo catturò Lavena ma non essendo in grado di catturare il castello di San Martino, si ritirò avendo la premura di incendiare il villaggio per non lasciarlo integro in mano al nemico. I lavenesi allora tornarono ad allearsi con i milanesi ed effettuarono scorribande gettando pietre a danno dei comaschi ovunque li trovassero.
Non molto tempo dopo i comaschi, ottenuti alcuni rinforzi dalla loro città e dai paesi vicini, tornarono ad assediare il castello. Per vincere la loro resistenza, dato che un attacco frontale risultava impossibile, il capitano Giovanni Bono da Vesonzo, originario della Val d'Intelvi, si portò insieme ad alcuni soldati in cima ad una monte vicino, dalle pendici particolarmente scoscese e franose e dal quale era possibile dominare San Martino. Giunto nel luogo desiderato, si fece mettere in una grande sporta portando con sé una grande quantità di pietre e si fece sporgere, con un palo, oltre al picco che sovrastava la rocca. Indi cominciò a bombardare i soldati luganesi scagliando pietre, in un esperimento di "guerra aerea", mentre gli altri suoi compagni scoccavano frecce contro i difensori. Le pietre impedirono ai luganesi di sporgersi sulle torri e sui camminamenti delle mura e al contempo fecero crollare i tetti addosso ai difensori. I comaschi rimasti ai piedi della montagna allora lanciarono un assalto contro il castello e agli assediati, essendo ormai impossibilitati a difendersi, non rimase che arrendersi e consegnare la fortezza ai comaschi che non ebbero pietà della guarnigione.

### Cattura di Porlezza e tradimento di Arduino degli Avogadri
Gli abitanti di Lavena e i luganesi, gli uni avendo perso le proprie case e i propri beni, gli altri temendo ritorsioni da parte dei comaschi, inviarono messi a Milano lamentandosi della distruzione del loro villaggio causata dalla scelta di porvi la base navale milanese e chiesero maggiore protezione. Il consiglio generale decise allora di accogliere le loro richieste spostando la base da Lavena a Porlezza dove durante i mesi invernali fu trasportato tutto il necessario per realizzare nuove galee, che giunta la primavera risultarono pronte per una nuova campagna militare. Giunta la primavera del 1123, i milanesi e le milizie dei borghi lacustri loro alleati si portarono all'assedio per terra e per acqua del castello di San Michele presso il borgo di Cima, non lontano da Porlezza. L'assedio si rivelò da subito difficoltoso date le buone difese del castello e la mancanza di macchine d'assedio. La situazione non fece che peggiorare l'indomani quando iniziò a piovere a dirotto rendendo l'accampamento milanese un pantano e ingrossando il fiume. Non riuscendo a fare progressi, i milanesi mandarono a chiamare l'arcivescovo Olrico da Corte affinché inducesse i difensori a giurargli fedeltà. Posti di fronte alla richiesta di una resa e del giuramento di fedeltà a Milano, i comaschi rifiutarono ricoprendolo di insulti. I milanesi furono perciò costretti a desistere dall'impresa.
La guarnigione allora chiese aiuto ai comaschi, che raccolsero rinforzi provenienti dalla città e dalla Val d'Intelvi con l'obiettivo di catturare Porlezza. A tal fine verso dicembre divisero l'esercito in due squadre, di cui una, composta da comaschi, sarebbe scesa su Osteno per poi imbarcarsi e ricongiungersi ai difensori del castello di San Michele, l'altra, composta dagli intelvani, avrebbe atteso la prima a Melano affinché si potesse attaccare contemporaneamente Porlezza su due lati. Quando gli intelvani erano ormai salpati per Porlezza da quel borgo vennero loro incontro le navi degli alleati dei milanesi. Le due flottiglie si scontrarono e dopo un lungo ed incerto combattimento i terrazzani furono costretti a ritirarsi nel porto di Porlezza malgrado avessero inflitto ingenti perdite al nemico; tra i caduti vi era infatti il nobile Alderamo Quadrio. Gli intelvani allora si portarono con le imbaracazioni sotto il borgo e incendiarono due navi nemiche mentre gli alleati comaschi riuscirono a catturare il villaggio senza incontrare grande resistenza.
Non molto tempo dopo il comasco Arduino degli Avogadri si recò segretamente a Milano, dicendosi disposto a consegnare il castello e il porto di Melano in cambio di una cospicua somma di denaro e di protezione per sé e per la sua famiglia: i milanesi accettarono. Arduino allora raccolse quante più navi possibili presso il porto di Melano e iniziò ad effettuare scorrerie lungo tutto il lago di Lugano senza essere contrastato dai milanesi. Inviò poi messi a Como annunciando i suoi progressi e richiedendo più uomini per la guarnigione di Melano. Quando però i rinforzi giunsero sul posto, Arduino li fece arrestare, spogliare e imprigionare nel suo castello, liberandoli solo dietro il pagamento di un riscatto. I comaschi, scoperto il suo tradimento, smontarono le grandi navi Cristina e l'Alberga e le trasportarono su carri trainati da buoi sino a Ripa dove furono rimontate e messe in acqua. Portatisi su Lavena riuscirono a catturare due navi nemiche poi tutti si portarono al castello di San Martino e lo assediarono. La guarnigione del castello in breve fuggì sui monti circostanti. Le quattro navi salparono poi alla volta di Melano di cui presero facilmente possesso poiché Arduino si era dato alla fuga.

### Assalto all'Isola Comacina
Poco prima di Natale però i milanesi decisero di attaccare il castello di Pontegana, non distante da Balerna, la cui posizione permetteva il controllo della strada che collegava Como a Lugano nonché l'accesso alla valle di Muggio. La fortezza era difesa da un fossato e da un terrapieno sul lato occidentale, che digradava dolcemente a valle, mentre sul lato orientale la parete a strapiombo la rendeva inaccessibile. Data la difficoltà di impadronirsene con un assalto e non volendo tentare un lungo assedio, i milanesi decisero di corrompere il castellano, Giselberto (o Gilberto) Clerici, che dopo essere stato lautamente pagato si ritirò nella pieve di Arcisate per proteggersi dalla vendetta dei compatrioti. Ottenuto il castello, i milanesi cacciarono tutti coloro che erano legati a Giselberto, eccetto i contadini a cui fu imposto un giuramento di fedeltà. In quegli stessi giorni la pieve di Gravedona decise di abbandonare l'alleanza con le pievi di Bellagio, Menaggio, Nesso e Isola e si alleò con i comaschi.
I comaschi vollero rifarsi della perdita di Pontegana con l'ennesimo attacco navale all'Isola Comacina. Lo sbarcò riuscì e dopo un combattimento furioso con gli isolani presso le porte della cinta muraria, i primi penetrarono nell'isola e la saccheggiarono mentre i difensori furono costretti in parte ad asserragliarsi nel castello e in parte a tentare la fuga a nuoto verso Sala e Spurano. Durante gli scontri il comasco Oldrado morì trapassato dalla lancia di Alberto Natale. Dopo aver raccolto un enorme bottino, i comaschi si dedicarono alla distruzione e all'incendio dell'isola, affinché in futuro non fosse più in grado di difendersi, se non con il solo castello. Giunta la notizia che i terrazzani, malgrado la cocente sconfitta di Isola, stavano di nuovo radunando milizie a loro danno, i comaschi decisero di prevenirli sbarcando a Campo, distruggendone le mura nuovamente edificate e sottoponendola ad un nuovo saccheggio. Allora i comaschi inviarono un'ambasceria all'Isola chiedendo ai difensori del castello di arrendersi poiché non potendo ricevere l'aiuto dei milanesi, non avevano speranze di resistere a lungo avendo contro non solo la città di Como ma anche la valle d'Intelvi, Lugano e i borghi del Ceresio nonché la Valtellina. Gli isolani però non vollero piegarsi al dominio di Como.
I comaschi allora attaccarono e catturarono Mezzegra e Colonno, fu quindi la volta di Menaggio, dove sfondarono il portone del castello con un ariete e poi lo diedero alle fiamme.

### Operazioni nel canturino e assedi di Como del 1124 e 1125
Nel 1124 un nuovo comune si aggiunse alla coalizione anti-comasca: Cantù. All'inizio dell'anno i canturini attaccarono e saccheggiarono i borghi di Lipomo, Albate e Trecallo. I comaschi furono costretti ad abbandonare l'assedio del castello di Pontegana per portarsi contro di loro. I canturini, guidati da Gaffuro, tesero un'imboscata al nemico piazzandosi nei boschi presso Trecallo, ai lati della strada che congiungeva Cantù e Albate. Nella battaglia che seguì i comaschi ebbero la meglio, venne ucciso Gaffuro e secondo il racconto del Poeta Cumano, "rosseggiò l'Acquanegra" (una piccola roggia locale). I canturini allora indietreggiarono verso la roggia Sagrada ma i comaschi furono più rapidi e riuscirono ad occuparne il guado dopo aver disperso un debole drappello di difensori che fuggirono verso le paludi dell'Acquanegra. Qui i canturini furono di nuovo attaccati da un gruppo di comaschi a presidio del luogo e dopo essere tornati verso il guado furono definitivamente circondati e nello scontro che seguì persero sessanta uomini.
I vincitori si diressero poi contro la stessa Cantù ma i canturini fecero una sortita per scongiurare l'assedio dove comaschi tuttavia subirono gravi perdite.
I canturini allora si collegarono ai terrazzani e insieme inviarono ambascerie per chiedere l'intervento milanese a loro supporto, alla luce delle recenti e pesanti sconfitte. I milanesi, radunato il loro esercito e rinforzatolo con gli uomini provenienti dalle città alleate, si portarono nuovamente su Como. Dopo una breve battaglia alle porte della città, i milanesi costrinsero i comaschi a trincerarsi dietro le mura. Nel frattempo la città lariana venne sottoposta all'ennesimo blocco navale da parte dei terrazzani. Essendo la situazione ormai critica, i comaschi decisero di cercare di sfondare il blocco per collegarsi ai loro alleati di Gravedona e della Valtellina. Vi riuscirono e dopo aver raccolto quante più navi dagli alleati, tornarono indietro. Questa volta però ad affrontarli nei pressi della stretta tra il dosso di Lavedo e Lezzeno, trovarono sia le navi dei terrazzani che dei lecchesi, alleati dei milanesi. Ne seguì uno scontro navale al termine del quale i comaschi riuscirono nuovamente a sfondare il blocco nemico ma i terrazzani a loro volta costrinsero il nemico a portarsi verso la zoca de l'oli, dove l'attendevano le navi isolane. Malgrado fossero circondati e ormai in trappola, i comaschi riuscirono ancora una volta a sconfiggere il nemico e tornare a Como dopo aver gravemente danneggiato le due maggiori navi degli avversari.
Per cercare di sollevare l'assedio, i comaschi tentarono una sortita contro Cantù e Mariano che però ebbe esito disastroso. Non avendo ottenuto alcun risultato a sud, i comaschi decisero di attaccare nuovamente l'Isola Comacina con l'obiettivo di catturarne il castello e smantellarla una volta per tutte. A tal fine abbatterono molti degli ulivi e degli alberi da frutto dell'isola e con il legno ottenuto realizzarono fascine che appoggiarono alle mura della fortezza per poi appiccarvi il fuoco. I difensori riuscirono comunque a resistere, allora i comaschi iniziarono a bersagliare il castello con catapulte montate sulle piattaforme di legno delle navi che circondavano l'isola. Dopo la morte di Pagano Beccaria, trafitto da una freccia ad un occhio, accortisi che né il fuoco né i mangani erano riusciti ad avere ragione del castello dell'Isola, i comaschi decisero infine di ritirarsi. Lo stesso però fecero i milanesi, non essendo riusciti ad entrare a Como. La campagna del 1124 si concluse con la cattura di Nesso e del suo castello da parte dei comaschi.
Nel 1125 i milanesi, dopo aver approntato a Lecco ben trenta galee, tornarono ad assediare Como per terra e per acqua. Malgrado avessero circondato la città e i borghi di Vico e Coloniola, i comaschi con una sortita riuscirono ad allontanarli dalle mura. Sul lago intanto, quando i comaschi videro la flotta nemica oltrepassare la stretta tra Careno e Torriggia si disposero in una lunga fila che bloccava come una catena la stretta tra Moltrasio e Torno. Le due flotte si diressero l'una contro l'altra ma il Ratto, una nave comasca piccola quanto veloce, precedette tutte le altre e raggiunto il nemico, fu ben presto circondata e speronata. Durante la battaglia i comaschi riuscirono a catturare una nave isolana su cui fecero prigionieri gli odiati Arialdo Paradiso e Alberto Natale. Nel pomeriggio la flotta lecchese, dopo aver perso sei navi per arrembaggio e altre per affondamento, si ritirò dal bacino facendo vela per l'Isola Comacina. Essendo venuti a conoscenza della sconfitta di Torno ed avendo subito troppe perdite nell'assedio, i milanesi si ritirarono ancora una volta.
Dopo la ritirata milanese, i comaschi incendiarono Vertemate, Guanzate e Cirimido per vendicare la morte di Beltramo Bracco, che era vi era stato ferito mortalmente in un'incursione. La piccola guarnigione di quei borghi, guidata dai nobili Alberto e Manfredo e in pesante inferiorità numerica, si rifugiò in una chiesa vicina ma i comaschi vi appiccarono il fuoco forzandoli ad uscire. Sulla via del ritorno i comaschi furono circondati dai vertematesi ma riuscirono a sfondare l'accerchiamento e a disperderli. Assediarono poi il castello del borgo utilizzando gatti e balestre sino a catturarlo e a massacrarne i difensori e i civili.

### La morte di Guido Grimoldi e l'inizio della fine
Il 27 agosto (secondo altri il 17 agosto) 1125 morì Guido Grimoldi e fu seppellito nella basilica di Sant'Abbondio. La scomparsa del vescovo-guerriero volse in peggio le sorti della guerra per la città di Como. Al suo posto il nuovo imperatore Enrico V di Franconia nominò il prudente Ardizzone I, che a differenza del predecessore non aveva la stoffa del condottiero.
La prima delle sventure per i comaschi si verificò in quello stesso anno. Malgrado il vescovo Ardizzone avesse cercato di dissuadere i comaschi da una tale spedizione punitiva, questi decisero di puntare alla distruzione di Mariano, borgo commerciale alleato dei milanesi, che pochi mesi prima, insieme ai canturini, gli aveva inflitto un'umiliante sconfitta. Dopo aver effettuato scorrerie nelle campagne di Vighizzolo e di Mariano, i comaschi, carichi di bottino, puntarono su quest'ultimo borgo. Allora i marianesi, insieme ai canturini, ai milanesi e a milizie della Martesana, che sino ad allora li avevano lasciati liberi di saccheggiare per tendergli una trappola, li colsero in un'imboscata, sbaragliandoli e uccidendo molti dei loro migliori cavalieri. Un gruppo di cavalieri comaschi guidati da Arnaldo Caligno caricò il nemico cercando di salvare la vita a Mulizzone (detto Bando) - un cavaliere suo amico - ma la squadra venne ben presto circondata e annientata; caddero entrambi ed insieme ad essi Ruggero da Fontanella, Pandolfo da Canonica, Equitaneo Rusca ed Eutichio della Casella, tutti provenienti da alcune delle maggiori famiglie comasche. Come se non bastasse, pochi giorni dopo il solito Arduino degli Avogadri, reputando che i comaschi non avessero possibilità di vittoria, consegnò ai milanesi il castello di Lucino; suo fratello Ottone, rimasto fedele ai comaschi, tentò di recuperarlo con un drappello di cavalieri ma fu trapassato con giavellotto al torace.
I comaschi tentarono allora la fortuna sul lago, dirigendosi con le loro navi e con quelle di Gravedona verso la Torre della Cappella, che nel frattempo era stata ricostruita dai terrazzani. In quel mentre cinque navi lecchesi cercarono di raggiungere la torre per scaricare vettovaglie ma furono intercettate dai comaschi. Nello scontro che seguì l'ammiraglia comasca, il Grifo, riuscì a speronare la sua controparte lecchese che però riuscì ad attraccare e a far sbarcare gli uomini, aiutata dalla guarnigione della torre. Un'altra nave comasca si arenò in secca e l'equipaggio dopo un duro combattimento fu catturato e imprigionato. A quel punto i comaschi e i gravedonesi si sganciarono e tornarono a Como a mani vuote.
Verso la fine dell'autunno Galizia, nobildonna figlia di Alterio dell'Isola Comacina, volle, insieme ai figli, visitare il marito Giordano Visdomini, che teneva il castello di Domofole in Valtellina. I comaschi la fecero scortare da due ganzerre (ganzerae) piene di soldati. Durante il viaggio di ritorno le due navi vollero spingersi nel ramo lecchese del lago nella speranza di fare bottino. Durante la sera i comaschi cercarono di saccheggiare i villaggi circostanti ma senza profitto e alla fine sbarcarono nella notte nei pressi di Malgrate. La mattina successiva le due navi vennero individuate dagli abitanti dei borghi del ramo lecchese che imbarcatisi, cercarono di circondare il nemico. I comaschi provarono a fuggire ma si trovarono controvento e non riuscirono a sbarcare a Mandello per tanto dovettero puntare verso nord finché, inseguiti, furono costretti ad attraccare presso la vicina Bellano che però era un borgo nemico. Non appena la guarnigione locale li avvistò, corse ad attaccarli e li fece tutti prigionieri, gettandoli in un fondo di torre del castello locale. In seguito i prigionieri riuscirono a fuggire per un passaggio sotterraneo e a rifugiarsi nella valle d'Intelvi.

### I milanesi invadono la Valtellina
Dopo tutti questi rovesci, i comaschi riuscirono ad ottenere la Torre di Orezia a Dervio grazie al tradimento di un milanese chiamato Corrado, governatore locale; si dice che per segnalare il momento in cui avrebbero dovuto entrare nella fortezza e sbarazzarsi della guarnigione presente, fece innalzare un vessillo rosso con croce bianca e questa è una delle prime attestazioni della bandiera di Como. Essendo la Torre di Orezia di grande importanza strategica, i comaschi provvidero a difenderla con una guarnigione più numerosa della precedente e ormeggiarono a Dervio il Lupo, una nave che nelle settimane successive si rese famosa per le sue scorrerie ai danni dei terrazzani. Un giorno però, di ritorno dall'ennesima rapina, la nave fu circondata dalle imbarcazioni nemiche e i comaschi furono costretti ad arenarsi nei pressi di Dervio. Qui però vennero attaccati e uccisi o presi prigionieri dai soldati che si erano nascosti nei boschi circostanti. Per riscattare i compagni prigionieri e il Lupo, i comaschi dovettero cedere la Torre di Orezia. I milanesi allora la utilizzarono quale testa di ponte per compiere scorrerie in Valtellina dove i locali cercarono di opporsi ma furono sconfitti. Morbegno, Delebio, il castello di Domofole e molti altri borghi minori furono saccheggiati e incendiati. I valtellinesi allora radunarono un esercito e attaccarono il nemico nei pressi di Berbenno ma furono nuovamente sconfitti. Sul versante orientale della valle Egano (o Eginone) Visconti Venosta, già signore di Bormio e di Poschiavo, ne approfittò per estendere il suo dominio catturando la pieve di Mazzo e gran parte della pieve di Tirano. Poco dopo i milanesi catturarono con un attacco notturno a sorpresa anche il castello di Malgrate, davanti a Lecco.

### L'imboscata di Concorezzo e la cattura del lago di Lugano
Nel 1126 le milizie comasche, su consiglio di Alberico, castellano di Bregnano, si portarono alla spicciolata presso un crocevia nei pressi di Concorezzo, molto frequentato da coloro che si recavano a vendere o acquistare merci presso il mercato della città. Giunti sul posto si nascosero insieme ai loro cavalli in un bosco nei pressi del crocevia, sperando di accaparrarsi un grande bottino. Nel frattempo Alberico mandò messi ad avvertire i milanesi dei movimenti dei comaschi. Quelli, dopo aver effettuato la scorreria senza ricavare alcunché si avvidero troppo tardi dei vessilli bianchi rosso-crociati dei milanesi e si diedero alla fuga. La retroguardia restò a coprire la ritirata ma fu sconfitta e trenta cavalieri caddero o furono feriti, tra essi nobili come Gualdrado de Piro e suo figlio, Goffredo detto il Valido, Pietraccio da Fontanella, Arnaldo da Vertemate, Giovanni Visdomini e Marco Azzola. Lo stesso Alberico ebbe l'ardire di combattere i cavalieri comaschi e fu trapassato da un tale di nome Rampagio. I milanesi sfruttarono la rotta comasca per portarsi sino ad un quarto di miglio dalle mura di Como. Lì fondarono un villaggio protetto da palizzata e fossato che chiamarono Villanova e sopra il borgo di San Martino un castello in legno dotato di due torri gemelle, che chiamarono Castelnuovo (castello di Zerbio), installandovi una guarnigione di monzesi, per poi tornarsene in città. I comaschi effettuarono una sortita con la quale riuscirono a catturare Villanova facendovi alcuni prigionieri ma non Castelnuovo. I milanesi sostituirono la guarnigione monzese con una composta da soldati cremaschi. Verso la fine della campagna di quell'anno i comaschi, in una nuova sortita, sconfissero i cremaschi che si erano incautamente spinti sotto le mura della città, poi catturarono e incendiarono Castelnuovo.
I milanesi allora decisero una volta per tutte di sottrarre ai comaschi tutte le terre attorno al lago di Lugano. Ordinarono ai lodigiani, che dopo la distruzione della loro città nel 1111 erano ancora loro sudditi, di fornire uomini per l'impresa poi si portarono insieme a loro a Lavena, forse guidati dall'arcivescovo Anselmo V Pusterla che era da poco succeduto a Olrico da Corte. I comaschi attestarono le loro milizie, guidate dal Arnaldo, castellano della rocca di Albaredo, presso il fiume Tresa, alle falde del monte Castellano, dove realizzarono a difesa un forte bastione. I primi decisero comunque di attaccarli scalando le falde del monte e nella battaglia che ne seguì li attaccarono prima dall'alto facendo rotolare massi, poi sul fianco, riportando una vittoria schiacciante in seguito alla quale i comaschi abbandonarono tutti i villaggi su quel lago.

### La distruzione di Como
Nel 1127 i milanesi assoldarono carpentieri genovesi e genieri pisani per la costruzione di macchine d'assedio e ordinarono ai lecchesi di fornire il legname necessario. Nel frattempo il loro esercito, ingrossato da molti soldati provenienti in primo luogo dalle città di Pavia, Novara e Vercelli e poi da Alba, Albenga, Asti, Cremona, Mantova, Piacenza, Parma, Modena, Bologna, Ferrara, Vicenza e dalla Garfagnana, marciò nuovamente su Como e ricostruì Castelnuovo, poi pose l'accampamento di fronte alla città effettuando anche un blocco navale sul lago. Posto l'assedio, i milanesi costruirono quattro grandi torri mobili in legno, ricoperte da un graticcio di vimini a sua volta rivestito da cuoio bagnato per ridurre la possibilità di incendio. Realizzarono inoltre due arieti ricoperti allo stesso modo, ognuna delle quali fu collocata in mezzo a ciascuna coppia di torri e quattro baliste, anch'esse coperte. Terminati i lavori, tra il giubilo e le grida dei soldati, una delle due coppie di torri fu trascinata verso le mura occidentali, l'altra a quelle meridionali, coperte dal lancio delle baliste e dalle frecce scoccate dagli arcieri che occupavano le torri stesse e il campo circostante. Nel frattempo i genieri si diedero da fare per riempire il fossato e posizionare travi di legno e fascine per dar modo alle torri e agli arieti di accostarsi alle mura. La notte del primo giorno d'assedio i comaschi tentarono una sortita che tuttavia si risolse in un nulla di fatto e nella quale Lamberto Rusca venne trafitto mortalmente da una freccia. Il giorno seguente i consoli comaschi si resero conto che la città era ormai indifendibile e fecero traghettare i cittadini e una parte dei soldati insieme ai loro beni più preziosi nel borgo fortificato di Vico. Nel pomeriggio i difensori tentarono un'ultima disperata sortita che non ebbe esito favorevole. I milanesi, essendo ormai giunta la sera e temendo che solo una parte dei comaschi fosse uscita ad affrontarli, attesero il mattino successivo prima di entrare in città.
Il 27 agosto i milanesi, verosimilmente spinti dall'arcivescovo Anselmo, presero contatto con i chierici comaschi al fine di accordarsi per una pace. Ai comaschi, oltre ad essere risparmiata la vita, fu concesso il mantenimento di tutti i beni mobili e immobili, avrebbero però dovuto distruggere la città di Como, compresi i borghi di Vico e Coloniola, fatta eccezione per gli edifici sacri. I maggiori esponenti del clero e della nobiltà comasca approvarono i pur durissimi termini facendo giuramento e la pace fu trascritta e sottoscritta in due copie identiche. Il Poeta Cumano afferma che i soldati milanesi non rispettarono i termini stabiliti dalla loro nobiltà e saccheggiarono ogni cosa, portando via persino i servi dei nobili comaschi; va però considerato che si tratta di una fonte tutt'altro che neutrale. Lo smantellamento di Como occupò molti mesi e terminò solamente il 26 o 28 marzo 1128.

## Conseguenze
La distruzione di Como implicò la fine della Guerra Decennale. Il contado della città lariana divenne tributario di Milano e i comaschi furono costretti a tornare ad abitare fuori dalle rovine della città, costruendovi capanne dai tetti di paglia. Como venne ricostruita a partire dal 1158 e recuperò la propria indipendenza solamente sotto Federico I, detto il Barbarossa, partecipando alla campagna militare italiana dell'imperatore culminata nel 1162 con l'assedio e la distruzione del capoluogo lombardo. Tra le conseguenze del conflitto ci fu la sempre maggiore insofferenza dell'autorità imperiale nei confronti delle autonomie comunali italiane.

### Esplicative
1. ↑  il confine dei territori d'influenza dei due comuni si trovava pressappoco nella zona di Fino Mornasco e Lomazzo
2. ↑  in epoca comunale tutti i cittadini maschi dall'adolescenza sino all'età di 60-70 anni dovevano prestare all'occorrenza servizio militare
3. ↑  la stretta tra l'Isola e Spurano dove erano solite ripararsi le navi degli isolani; così chiamata per la presenza di oliveti o per la quiete delle acque
4. ↑  questa torre si trovava sopra Pognana
5. ↑  navi costituite da due scafi affiancati, unite da un ponte
6. ↑  nave sottile e particolarmente veloce da una quindicina di remi dotata di un lungo rostro di ferro; poteva ospitare decine di uomini e le versioni di maggiori dimensioni potevano ospitare un ponte rialzato, detto castello, a poppa
7. ↑  secondo altri cronisti, come Giuseppe Maria Stampa, ad Concurrentium non denoterebbe Concorezzo ma un crocevia presso un borgo non identificato

### Bibliografiche
1. 1 2  Fargnoli, p. 96.
2. ↑  Bergamaschi, pp. 102-103.
3. ↑  Giulini, pp. 75-76.
4. ↑  Bergamaschi, pp. 103-106.
5. ↑  Giulini, pp. 76-77.
6. ↑  Bergamaschi, pp. 119-121.
7. ↑  Giulini, pp. 76-78.
8. 1 2  Rovelli, p. 147.
9. ↑  Bergamaschi, pp. 145-150.
10. ↑  Corio, pp. 135-137.
11. ↑  Giulini, pp. 81-82, 107.
12. ↑   Fabio Romanoni, La guerra d’acqua dolce. Navi e conflitti medievali nell’Italia settentrionale, Bologna, CLUEB, 2023,  p. 31, ISBN 978-88-31365-53-6.
13. ↑  Bergamaschi, pp. 168-177.
14. ↑  Corio, pp. 140-141.
15. ↑  Bergamaschi, pp. 177-187.
16. ↑  Corio, pp. 138-140.
17. 1 2 3 4  Fargnoli, p. 97.
18. ↑  Giulini, pp. 110-111.
19. ↑  Giulini, pp. 116-117.
20. ↑  Corio, pp. 142-143.
21. ↑  Giulini, pp. 118-120.
22. ↑  Bergamaschi, pp. 216-223.
23. ↑  Bergamaschi, pp. 226-233.
24. ↑  Corio, pp. 144-146.
25. ↑  Bergamaschi, pp. 235-237.
26. ↑  Bergamaschi, pp. 240-250.
27. ↑  Giulini, pp. 143-145.
28. ↑  Bergamaschi, pp. 254-259.
29. ↑  Bergamaschi, pp. 259-282.
30. ↑  Bergamaschi, pp. 283-285.
31. ↑  Bergamaschi, pp. 283-296.
32. ↑  Giulini, pp. 145-150.
33. ↑  Bergamaschi, pp. 304-314.
34. ↑  Giulini, pp. 162-164.
35. ↑  Bergamaschi, pp. 316-327.
36. ↑  Giulini, pp. 164-166.
37. ↑  Giulini, pp. 165-171.
38. ↑  Bergamaschi, pp. 333-352.
39. ↑  Fargnoli, p. 98.